# Вулиця Анатолія Шульги
Вулиця Анатолія Шульги — вулиця міста Конотоп Сумської області.

## Розташування
Одна з основних вулиць Селища КВРЗ. Пролягає від вулиці Богдана Хмельницького до вулиці Дмитра Карпенка.

## Назва
Названа на честь Анатолія Шульги — кавалера ордена «За мужність», мешканця міста Конотоп, що загинув у бою під час АТО.

## Історія
Вулиця відома з 1920-х років.
Перша відома назва — вулиця Новікова. Була названа на честь учасника встановлення радянської влади в місті Конотоп — Павла Ілліча Новікова
З 1 грудня 2015 року у рамках декомунізації перейменована на вулицю Анатолія Шульги..

## Пам'ятка історії
За адресою Вулиця Анатолія Шульги, 6 розташована пам'ятка історії — Будинок, в якому жив Новіков П. І. — перший голова комітету конотопської організації РСДРП(б) та ревкому міста (1901-1902 роки).
За адресою Вулиця Анатолія Шульги, 46 розташована пам'ятка історії — Будинок, в якому 3 березня 1917 року відбулося перше легальне засідання конотопської організації РСДРП(б) (1905 рік).